# Eupithecia annulata
Eupithecia annulata là một loài bướm đêm trong họ Geometridae.